# 칼릴 지브란
칼릴 지브란(본명: 지브란 카릴 지브란 빈 미카일 빈 사드, ‏아랍어: جبران خليل جبران ب ميخائيل بن سعد‏, Gibran Kahlil Gibran, 1883년 1월 6일 ~ 1931년 4월 10일)은 레바논계 미국인으로 예술가이며, 시인, 작가였다. 당시 오토만 시리아의 영토였던 근대 레바논의 브샤리 마을에서 태어났다. 어렸을 때 그의 가족은 미국으로 이민을 갔다. 그는 미국에서 예술을 공부하고, 작품활동을 시작했다. 그의 대표작으로 손꼽히는 1923년작 예언자는 영어 산문체로 쓴 철학적 에세이 연작 중 하나이다. 영감이 넘치는 창작의 초기 사례에 해당하는 이 책은, 냉담한 비평적 평판을 받았지만, 잘 팔렸고, 1960년대 반(反) 문화의 창작물 중에서 가장 대중적인 작품이 되었다.

## 유년 시절

### 레바논에서
지브란은 오늘날 레바논의 북부에 위치한, 동방 가톨릭 교회 일원인 마론파 신자들이 모여 사는 브샤리 마을에서 태어났다. 그의 외할아버지는 마론파 가톨릭 성직자였다. 그의 어머니 카밀라는 서른 살에 지브란을 낳았다. 그의 아버지는 이름이 칼릴이었고, 어머니에게는 세 번째 남편이었다. 가정이 가난했기 때문에, 지브란은 어린 시절에 어떠한 정규 교육도 받을 수 없었다. 그러나 성직자들이 정기적으로 그의 집을 찾아와 그에게 아랍어와 시리아 언어로 기록된 성서를 가르쳐 주었다.
지브란의 아버지는 약국에서 일하기 시작했지만 도박으로 진 빚을 갚을 수 없게 되자, 오토만 정부에서 임명한 지방의 관리 또는 장군으로 일하게 되었다. 그의 통치에 대해 화가 난 백성들의 불만이 확산되었기 때문에, 행정관은 지브란의 아버지를 1891년 경에 관직에서 쫓아냈다.. 지브란의 아버지는 횡령 혐의로 감옥에 갔고, 오토만 황제의 관리들은 그의 가족이 지닌 재산을 몰수하였다. 머무를 집조차 없는 상황에서, 지브란의 어머니는 그녀의 친척을 뒤따라 미국으로 이민 가겠다는 결정을 내렸다. 지브란의 아버지는 1894년에 감옥에서 풀려 났지만, 카밀라 지브란은 한 번 내린 결정을 바꾸지 않았고, 아들 칼릴과 칼릴의 어린 여동생들인 마리아나와 술타나, 그리고 칼릴의 이복 형제인 피터를 데리고 1895년 6월 25일 뉴욕으로 향했다.

### 미국에서

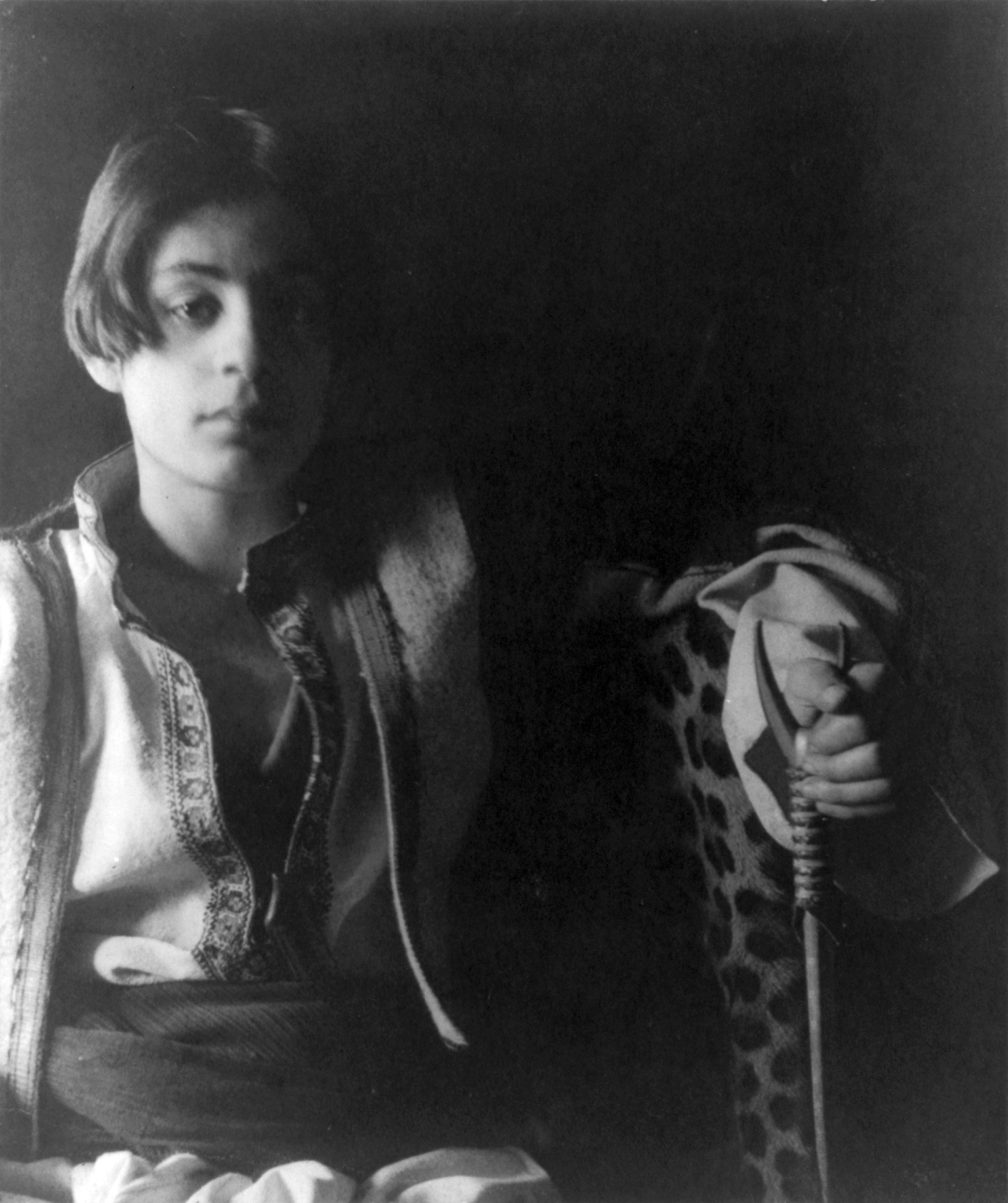
프레드 홀랜드 데이가 찍은 칼릴 지브란 사진, 1898년

지브란은 보스턴의 사우스 엔드에 정착했다. 그 당시 그 곳에는 미국에서 두 번째로 큰 시리아/레바논계 미국인 공동체가 있었다. 그의 어머니는 여자 재봉사로 일하기 시작했다. 그의 어머니는 레이스 장식이 달린 옷과 아마포로 만든 옷을 팔려고 이 집 저 집을 돌아다녔다. 지브란은 1895년 9월 30일에 학교를 다니기 시작했다. 학교 당국은 이민자를 위한 영어 학습 과정에 그를 배정하였다. 지브란은 정착촌 주변에 있던 예술학교에도 등록하였다. 그 학교의 교사를 통해서 그는, 아방가르드 보스턴 예술가이자 사진사이며 출판업자이었던, 프레드 홀랜드 데이를 소개 받았다. 프레드는 지브란의 창작 노력을 격려하고 후원했다. 1898년 한 출판업자가 지브란의 그림 중 일부를 책표지로 사용했다. 지브란의 어머니는 지브란의 형인 피터와 뜻을 같이하여, 지브란이 그가 당시에 매력을 느끼던 서구의 심미적인 문화보다 태어난 나라의 전통적인 문화에 더 많이 동화되길 원했다. 15세에 지브란은 베이루트에 있는 고등교육 기관과 마론교회가 운영하는 입시 준비 학교에서 공부하려고 레바논으로 돌아갔다. 그는 학생 문학 잡지를 동급생과 함께 만들기 시작했고, "학교 시인"으로 뽑히기도 했다. 몇 년간 레바논에 머물던 그는 1902년 5월 10일에 엘리스 섬을 통해 보스턴으로 돌아왔다. 그가 돌아오기 2주 전에, 그의 여동생 술타나가 결핵으로 14살의 나이에 세상을 떠났다. 다음 해에는 그의 형제인 브후트로스가 같은 결핵으로 숨졌고, 그의 어머니는 암으로 세상을 떠났다. 그의 또다른 여동생 마리아나는 자신이 여성복 양장점에서 일하면서, 지브란을 뒷바라지하였다.

## 예술과 시
지브란은 그의 첫 번째 그림 전시회를 1904년 보스턴에 있는 데이의 스튜디오에서 열었다. 전시회를 여는 동안에, 지브란은 훌륭한 여학교 교장으로 그보다 10년 연상인 메리 엘리자베스 해스켈을 만났다. 해스켈과의 중요한 우정은 지브란의 나머지 생애동안 지속되었다. 해스켈은 지브란의 개인적인 삶과 그의 창작 활동 모두에 영향을 끼쳤다. 지브란은 1908년에 파리에 가서 오귀스트 로댕과 함께 2년동안 예술을 공부했다. 이 기간 동안 그는 평생 친구이자 예술적 동료이었던 유세프 호와예크(Youssef Howayek)를 만났다. 그는 이후에 보스턴에서 예술을 공부했다.
지브란과 알고 지낸 사람이었던 줄리엣 톰슨은, 지브란의 여러 일화를 기록했다. 그녀는 지브란이 바하이 신앙의 리더로서 대략 1911년에서 1912년 경에 미국을 방문한 압둘-바하를 만났다고 적었다.
지브란의 초기 작품은 거의 대부분 아랍어로 기록되었고, 1918년 이후에 출간된 그의 작품은 거의 대부분이 영어로 기록되었다. 그의 첫 번째 책은 알프레드 노프 회사에서 1918년에 "미친 사람"이란 제목으로 출간되었다. 두께가 얇은 그 책은 성서적 운율을 따른 경구와 비유를 담고 있으며, 시와 산문의 중간 쯤에 해당하는 문체를 지니고 있었다.
지브란은 또한 뉴욕 펜 연맹에서도 일정한 역할을 담당했으며, "이민자 시인"으로 이름을 떨친 레바논계 미국인 작가들과 친분을 쌓았다.
지브란은 작품에서 기독교를 많이 다루었는데, 특히 영적인 사랑의 주제를 즐겨 다루었다. 그의 시는 영감이 충만한 말로 삶의 화두에 대한 통찰을 보여주었고, 그뿐 아니라 형식적인 언어의 사용으로도 주목받았다. 지브란의 작품 중 가장 널리 알려진 "예언자"는, 스물 여섯 편의 시적인 산문으로 이루어진 책이다.

## 죽음과 유산

지브란 박물관과 지브란의 무덤, 레바논 브샤리에 있다.

지브란은 뉴욕에서 1931년 4월 10일에 세상을 떠났다. 사망의 원인은 간경변과 폐결핵이었다. 죽기 전에 그는 레바논에 묻히고 싶다고 말했다. 그 소원은 1932년에 이루어졌다. 메리 해스켈과 그의 여동생 마리아나가 레바논에 있는 마르 사르키스 수도원을 구입했고, 그 곳에 지브란을 묻고, 지브란 박물관을 세웠던 것이다.

## 기념물
- 레바논 우편 통신부가 1971년에 기념 우표 발행
- 레바논 브샤리에 있는 지브란 박물관
- 지브란 칼릴 지브란 정원, 레바논, 베이루트
- 칼릴 지브란 거리, 캐나다, 퀘벡 2008년 9월 27일 지브란 탄생 125주년을 기념해 만듦
- 지브란 칼릴 지브란 스키 피스트(활강 코스), 레바논, 케다르 스키 리조트
- 칼릴 지브란 기념 공원, 워싱턴 D.C.[10] 1990년에 기증됨[11]

## 작품
아랍어:
- 누브사흐 피 판 알무지카 (1905)
- 아라이스 알무루즈 (골짜기의 요정, 1906)
- 알아르와 알무타마르리다 (반항하는 영혼, 1908)
- 알아즈니하 알무타카스시라 (부러진 날개, 1912)
- 다마 와 이브티사마 (눈물 한 방울과 웃음 한 조각, 1914)
- 알마와키브 (행렬, 1919)
- 알하와시프 (폭풍우, 1920)
- 알바다이 와알타라이프 (새롭고도 놀라운,1923)

영어:
- 미친 사람 (1918) (무료로 다운로드)
- 스무개의 그림 (1919)
- 선구자 (1920)
- 예언자 (1923)
- 모래와 거품 (1926)
- 상상의 왕국 (1927)
- 예수, 사람의 아들 (1928)
- 지구 신 (1931)

사후 출간, 영어:
- 방랑자 (1932)
- 예언자의 정원(1933)
- 나사로 그의 사랑 받은 자 (1933)
- 산문과 시 (1934)
- 자화상 (1959)